# Evento a tre jet
In fisica delle particelle, un evento a tre jet è un evento con molte particelle nello stato finale che appaiono raggruppate in tre jet. Un singolo jet è composto da particelle che  si muovono circa nella stessa direzione. Si può immaginare tre coni che provengono dal punto di interazione, corrispondenti ai jet, e la maggior parte delle particelle che sono generate all'interno di questi coni. Questi eventi sono al giorno d'oggi la prova più diretta dell'esistenza dei gluoni, e sono stati osservati per primi nell'esperimento TASSO all'acceleratore PETRA ai laboratori DESY.
Poiché i jet sono di solito prodotti quando i quark adronizzano, e i quark sono prodotti solo in coppie, una particella addizionale è richiesta per spiegare gli eventi contenenti un numero dispari di jet. La cromodinamica quantistica indica queste particelle essere dei gluoni energetici, irraggiati da uno dei quark.